# Cangkring Malang
Cangkring Malang is een bestuurslaag in het regentschap Pasuruan van de provincie Oost-Java, Indonesië. Cangkring Malang telt 9609 inwoners (volkstelling 2010).